# Jan Kjærgaard
Jan Kjærgaard (født 21. november 1958i Hjørring) er en dansk journalist med speciale i dansk politik og undersøgende journalistik.
Han er student fra Hjørring Gymnasium.
Kjærgaard var ansat som EU-korrespondent og Christiansborg-reporter på Det Ny Notat 1979-1985. Han var med til at grundlægge Socialistisk Weekend - SF's og venstrefløjens åbne ugeavis - i 1986. Her arbejdede han i perioden 1986-1988 som journalist og chefredaktør. 1988-2012 var han politisk reporter på Ekstra Bladet.
Kjærgaards speciale er dansk politik og afdækning af "magtmisbrug, pamperi, nepotisme og politiske skandaler i bred almindelighed", særlig ved brug af offentlighedsloven.
Ved en opgørelse i Fagbladet Journalisten i 2002 var han den journalist, der havde søgte om flest aktindsigter.
Flere danske politikere har fået deres karriere påvirket af Kjærgaards historier i Ekstra Bladet, blandt andet Ritt Bjerregaard og Mogens Camre. Det var således Kjærgaard, der afdækkede sagen omkring Bjerregaards lejlighed på Vesterbro i København, hvilket førte til Bjerregaards afgang som gruppeformand. I nyere tid afslørede Kjærgaard, at daværende spindoktor for statsminister Anders Fogh Rasmussen, Michael Kristiansen, misbrugte kreditkort og taxaboner. Det var også Jan Kjærgaard, der fandt ud af, at borgmester Bo Asmus Kjeldgaard overtrådte valgloven ved reelt at bo hos sin kæreste i Frederiksberg Kommune og ikke på sin folkeregisteradresse i Københavns Kommune, hvor han som kommunalpolitiker er forpligtet til at bo.
I 2011 var Kjærgaard central i afdækningen af lækagen omkring Helle Thorning-Schmidts skattesag, hvor Peter Arnfeldt, spindoktoren for Skatteminister Troels Lund Poulsen, ifølge Ekstra Bladets oplysninger skulle have forhandlet med Kjærgaard, og have fortalt at han havde adgang til den fortrolige redegørelse med Thorning-Schmidts skatteafgørelse.
Kjærgaard og Ekstra Bladet brød kildebeskyttelsen da de udpejede Arnfeldt som lækagen.
Mange kritiserede Kjærgaard og mente han var færdig i politisk journalistik.
Andre, såsom Paula Larrain og Rune Engelbreth Larsen, forsvarede dog Ekstra Bladet og Jan Kjærgaard.
I september 2012 fjernede Ekstra Bladet Kjærgaard fra dækningen af skattesagen og i november meddelte han, at han tog afsked med formiddagsbladet efter 24 års ansættelse.
Han fortsatte som freelancer på Avisen.dk. Her skrev han blandt andet en dybdeborende artikelserie om de gule fagforeninger. Afsløringerne medførte at Krifa efteråret 2014 så sig nødsaget til at indrykke helsides annoncer i en række dagblade i et forsøg på at imødegå afsløringerne. Ultimo juni 2014 blev Krifa's koncernchef Jesper Wengel fyret af Hovedbestyrelsen - som en udløber af afsløringerne.
September 2014 - januar 2018 var Jan Kjærgaard ansat som presse-, kommunikations- og kampagnerådgiver hos miljø- og udviklingsorganisationen WWF Verdensnaturfonden.
Februar 2018 blev Jan Kjærgaard ansat på Netavisen Pio - med Christiansborg og undersøgende journalistisk som arbejdsområder. Få dage efter Jan Kjærgaards ansættelse meddelte partiet Venstre's medieordfører Britt Bager, at man i medieforhandlingerne gik efter at fratage Netavisen Pio dens mediestøtte. En udmelding som Venstres nyvalgte medieordfører Mads Fuglede trak i land på i TV2 News-magasinet Presselogen 13. maj. [kilde mangler]